# Bumpy
Bumpy — аркадная компьютерная игра-платформер, созданная испанским разработчиком Луисом Хорхе Гарсиа и изданная в 1989 году компанией Loriciels во Франции.
В Bumpy игрок управляет прыгающим по платформам существом в виде шара, которому необходимо последовательно проходить уровни, на каждом из них требуется собрать все заданные предметы и пройти в открывшийся портал. Каждый уровень помещается на одном экране и представляет собой сетку ячеек 6×6, и во время прохождения необходимо преодолевать различные препятствия, и для этого игровой персонаж использует несколько типов снаряжения.
Изначально в 1989 году игра была выпущена для компьютеров на платформах Amstrad CPC, Atari ST, DOS, MSX и ZX Spectrum и издавалась во Франции, а впоследствии в Германии, Испании и Великобритании. Позднее было произведено портирование на Amiga, где состоялся выпуск в 1992 году под названием Bumpy’s Arcade Fantasy.
Журналисты оставили об игре умеренные и противоречивые отзывы. Негативное впечатление выразил ряд критиков из-за простой графики и звукового сопровождения, но в то же время другие обозреватели заметили, что такого типа игры и должны в этом плане быть простыми. Положительных оценок заслужило наличие редактора уровней и управление.

## Игровой процесс

Начало уровня Bumpy, версия для ZX Spectrum: управляемый игроком шар находится перед стеной с кирпичами и начнёт её разбивать после команды высокого прыжка

Bumpy представляет собой платформер, выполненный в двумерной графике. Всего в игре 100 уровней, и каждый из них состоит из сетки в 6×6 ячеек, которые по вертикали или горизонтали могут ограждаться перегородками. Управляемый игроком персонаж представляет собой постоянно прыгающее по горизонтальным платформам улыбающееся шар-существо. Для прохождения уровня игроку необходимо собрать все заданные предметы, находящиеся в разных ячейках, и далее запрыгнуть в открывшийся портал на следующий уровень.
В спокойном состоянии шар прыгает в одной ячейке. Игрок может дать команду на прыжок влево или вправо, и тогда шар попробует на следующий прыжок прыгнуть в соответствующем направлении, переместившись на соседнюю ячейку. Помимо этого, игроку доступна возможность делать высокие прыжки, когда после соответствующей команды шар отталкивается от платформы и летит вертикально вверх до тех пор, пока не встретит препятствие или пока игрок во время этого полёта не даст команду влево или вправо, и шар попробует запрыгнуть на одну ячейку в соответствующем направлении, и после этого начинается падение до встречи с платформой.
Горизонтальные платформы могут быть расположены под наклоном (на илл. в левом нижнем углу). В этом случае после падения на них шар неуправляемо отскакивает в соответствующую положению платформы сторону. Чаще всего на платформе можно прыгать бесконечно долго, но некоторые платформы после прыжка на них уменьшаются в размере и исчезают, и таким образом, количество прыжков на них ограничено. Закрашенные платформы (см. илл.) обладают тем свойством, что шар после одного прыжка на них прилипает и не может сделать высокий прыжок. Некоторые горизонтальные платформы опасны — это шипы (см. илл. платформы с треугольниками) и горящие платформы (см. илл.). Если шар попадает на шипы, то игрок теряет жизнь и уровень начинается заново. Для преодоления горящей платформы игроку нужно иметь в запасе каплю, и если шар попадает на такую платформу, то шар «плюёт» и гасит огонь. Если капель в запасе нет, то игрок теряет жизнь. Ещё одним условием потери жизни является падение вниз за экран. Изначально даётся три жизни, а после их потери игра заканчивается. В некоторых случаях у игрока может оказаться недостаточно снаряжения для прохождения уровня и это ведёт к проигрышу вне зависимости от числа жизней.
Вертикальные перегородки препятствуют движению шара, и если тот пытается сквозь них прыгнуть, то отскакивает обратно. Некоторые перегородки непробиваемы (см. илл. перегородки фиолетового цвета), а другие имеют некоторый запас прочности (см. илл. серые перегородки слабее). Если в разрушаемую перегородку прыгает шар, то шар отскакивает, а перегородка теряет единицу прочности, и на последней стадии разрушается. Один такой прыжок использует один ключ, и если их запас исчерпан, то шар перестает пробивать перегородки. Во время прохождения управляемый игровой персонаж собирает капли, ключи, молотки и дополнительные жизни. Молотки служат для преодоления кирпичных препятствий, которые разбиваются шаром снизу серией ударов. В начале уровня игра запоминает наличие снаряжения, и если на уровне теряется жизнь, то оно восстанавливается на начало уровня. Если же игрок проходит уровень, то собранное и использованное сохраняется на начало следующего.

## Разработка и выпуск
Bumpy была разработана Луисом Хорхе Гарсиа и выпущена компанией Loriciels в июне 1989 года для компьютеров Amstrad CPC, Atari ST, DOS. В том же году игра стала доступной на платформах MSX и ZX Spectrum. К февралю 1990 года Bumpy была выпущена издателем Proein Soft Line. Впоследствии игра выдержала издание в Великобритании, попав в апреле 1991 года на обложку журнала Your Sinclair. В 1991 году игра вошла в сборник игр 64-го номера журнала Your Sinclair.
В октябре 1992 года Bumpy была портирована на Amiga под названием Bumpy’s Arcade Fantasy. Программированием этой версии занимался Фредерик Спада (англ. Frederik Spada), над графикой работали Кристоф Перротин (англ. Christophe Perrotin) и Изабель Мори (англ. Isabelle Maury), композитором выступил Мишель Виноградов (англ. Michel Winogradoff). В новой версии был добавлен сюжет, в котором главный герой Bumpy хочет произвести впечатление на свою девушку Bumpette. Размер уровней изменён на 8×6, а все уровни разделены на 9 миров, которые необходимо проходить последовательно.

## Оценки и мнения
| Иноязычные издания | Иноязычные издания | Иноязычные издания | Иноязычные издания | Иноязычные издания | Иноязычные издания |
| Издание            | Оценка             | Оценка             | Оценка             | Оценка             | Оценка             |
| Издание            | Amiga              | Amstrad CPC        | Atari ST           | DOS                | ZX Spectrum        |
| ------------------ | ------------------ | ------------------ | ------------------ | ------------------ | ------------------ |
| ASM                |                    | 29/40              | 29/40              | 29/40              |                    |
| Amiga Joker        | 41 %               |                    |                    |                    |                    |
| Amstrad Action     |                    | 54 %               |                    |                    |                    |
| MicroHobby         |                    |                    |                    |                    | 46/60              |
| Power Play         | 35 %               |                    |                    |                    |                    |
| Amiga Games        | 62 %               |                    |                    |                    |                    |
| Amiga Mania        | 74 %               |                    |                    |                    |                    |

В журнале Aktueller Software Markt рассматривались первые изданные версии игры для платформ Amstrad CPC, Atari ST и DOS. Критики издания порадовались тому, что в игре отсутствует предельное время на прохождение уровней, что даёт возможность подумать над игровыми решениями. Графику версии Amstrad CPC посчитали плохой, ниже приемлемого уровня качества, включая загрузочное изображение. В то же время было сообщено, что в Bumpy можно всё распознать и играть, несмотря на её художественную скучность и миниатюрность. Хорошо журналисты отозвались о присутствии редактора уровней, а в итоге сообщили, что Bumpy их приятно удивила.
Критики журнала Amstrad Action предположили, что Bumpy должна была стать милой игрой, но у неё это не совсем получилось, так как милый персонаж сочетается с уровнями-головоломками, а игровой процесс принёс разочарование из-за того, что результат во многом зависит от ошибок, допущенных на уже пройденных уровнях. Графика оценена как простая и незамысловатая, такие же слова прозвучали относительно звукового оформления. Журналисты положительно отметили наличие редактора уровней, поставляемого с игрой. Обозреватели сообщили, что у них Bumpy почему-то не запустилась на CPC 6128 модификации компьютера.
Версия для ZX Spectrum рецензировалась в Microhobby, редакция которого посчитала, что игра привлекательна и интересна, но не слишком оригинальна. Сложность Bumpy была оценена как высокая, но сообщалось, что после практики возможно прохождение всех уровней. Отдельно критики отметили, что по поводу графики у них нет претензий, так как такого типа игра не должна соревноваться с другими в этой составляющей. Положительных отзывов удостоилось управление и контроль игрового персонажа. Когда Bumpy попала на обложку журнала Your Sinclair, то в публикации сообщили, что Bumpy, возможно, жутковата и заставит поволноваться, но это точно не плохая игра. В сборнике игр «500 компьютерных игр» редакторы посчитали, что игра интересна как детям, так и взрослым.
Версия игры для Amiga под названием Bumpy’s Arcade Fantasy удостоилась неоднозначных оценок. Критик журнала Power Play сообщил, что после Bumpy появляется усталость, а игра «погружает в сон». По убеждению обозревателя, разработчики сделали почти все неправильно, графика ограниченна, скупой похвалы удостоилось только некоторое разнообразие уровней. Звуковое сопровождение названо раздражающим и худшим элементом игры. Автор обзора Amiga Joker похвалил управление, а звуковое сопровождение охарактеризовал как ограниченное звуковыми эффектами и вступительной музыкой. В Amiga Games посчитали, что разработчики сделали в Bumpy «хороший рывок вперёд», который может удержать игрока в течение нескольких часов. Положительно отметили необходимость тактических игровых решений и возможность выбора скорости игры. Тем не менее, критики сообщили, что звук и графика игры могли бы быть улучшены. Журналисту Amiga Mania понравилась музыка и цифровые звуковые эффекты Bumpy. Он добавил, что игровой процесс не даёт скучать, а в плане графики разработчики сделали отличный выбор цветов и «карнавальную раскраску».
В 2012 году Retro Gamer сообщили, что Bumpy выделялась на платформе ZX Spectrum, так как на ней не было большого числа головоломок. Было отмечено усложнение игры по мере её прохождения, а также то, что Bumpy стоит того, чтобы в неё сыграть.